# Pseudomyrmex ferrugineus
Pseudomyrmex ferrugineus é uma espécie de formiga do género Pseudomyrmex, subfamilia Pseudomyrmecinae. Foi descrita por Smith em 1877.
São de cor laranja parduzco. Medem 3 mm.  São arbóreas. Vivem em simbiosis com a acacia Acacia cornigera. Encontram-se em América central.